# Albert Klein (Bischof)

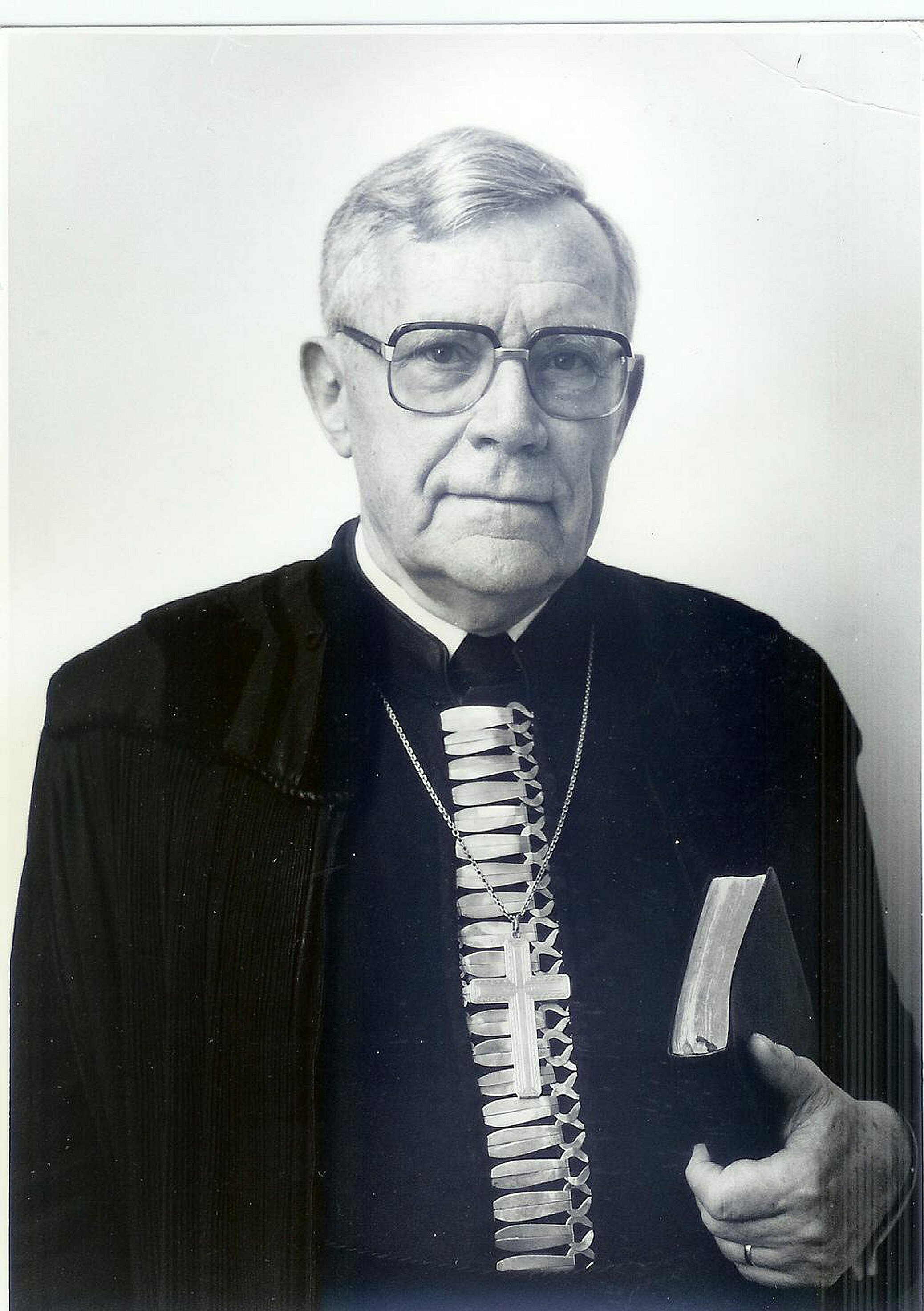
Albert Klein, 1987

Albert Klein (* 16. März 1910 in Schäßburg, Österreich-Ungarn; † 8. Februar 1990 in Hermannstadt) war ein deutscher evangelischer Geistlicher aus der deutschsprachigen Minderheit der Siebenbürger Sachsen. Von 1969 bis 1990 war er der Bischof der Evangelischen Kirche Augsburgischen Bekenntnisses in Rumänien („Sachsenbischof“).

## Leben
Albert Klein war der Sohn des Mittelschulprofessors Albert Klein und seiner Ehefrau Frieda Klein, geborene Petrovits. Seine Kindheit verbrachte er zusammen mit seinen drei Geschwistern, darunter dem späteren Mikrobiologen Paul Klein, in Schäßburg und besuchte da auch die Evangelische Elementarschule und das Untergymnasium. 1924 übersiedelte die Familie nach Hermannstadt, dem Heimatort des Vaters, der eine Stelle am Landeskirchlichen Lehrerseminar erhalten hatte. In Hermannstadt besuchte Klein das Obergymnasium und legte dort 1928 seine Reifeprüfung ab. 1928/29 leistete er seinen Wehrdienst in der Artillerie-Reserveoffiziers-Schule in Craiova.
Im Sommersemester 1930 war er an der Universität Marburg immatrikuliert, wo er sich vor allem mit Griechisch und Hebräisch beschäftigte, aber auch theologische Vorlesungen sowie Psychologie und Logik hörte. Im Wintersemester 1930 immatrikulierte er sich in Cluj und studierte Physik, Chemie und Mathematik. Im Studienjahr 1931/32 war er außerordentlicher Hörer an der Reformierten Theologischen Fakultät in Cluj. 1933/34 studierte er an der Universität Tübingen evangelische Theologie und besuchte nebenbei Physik-Vorlesungen. Im Sommersemester 1934 war er in Berlin, besuchte dort theologische Vorlesungen und arbeitete auch in Chemie weiter. Im Herbst 1936 legte er die Lizentiatenprüfung für Physik und Chemie in Cluj ab und ging dann für ein Studienjahr (1936 bis 1937) nach Tübingen, um sein Theologiestudium abzuschließen. Im Herbst 1937 wurde er Lehrer für Physik, Chemie, Mathematik und Religion am Untergymnasium in Sebeș und wechselte im Herbst 1939 an die Brukenthalschule in Hermannstadt, wo er die gleichen Fächer unterrichtete. Im Herbst 1938 legte er seine theologische Prüfung vor der Prüfungskommission der Evangelischen Kirche A.B. in Hermannstadt ab.
1938 heiratete er Maria geb. Walcher (1912–1992), die er in Berlin kennengelernt hatte. In Stuttgart geboren, war sie in Ravensburg zur Schule gegangen und hatte 1931 ihre Reifeprüfung abgelegt. 1932 begann sie an der Universität Tübingen mit dem Studium der Neuphilologie, das sie 1937 mit der Promotion abschloss. 1938 ging sie gemeinsam mit Albert Klein nach Siebenbürgen, wo er bereits Lehrer in Mühlbach war. Sie hatten sechs Kinder, von denen der jüngste Sohn im Alter von elf Jahren 1959 verstarb.
Im September 1941 wurde Klein als Reserveoffizier einberufen und kämpfte während des Zweiten Weltkriegs an der Ostfront bis April 1943. Im Schuljahr 1943/1944 war er aushilfsweise in der Schulverwaltung tätig. Januar 1945 wurde er zur Zwangsarbeit in die Sowjetunion deportiert, von wo er gesundheitlich schwer angeschlagen im Dezember nach Hause kam. Anschließend wirkte er als Pfarrer in Dobring, Dobârca (1946–1953), Petersdorf, Petrești (1953–1958) und war Stadtpfarrer in Mühlbach, Sebeș (1958–1968). Während seiner Zeit als Stadtpfarrer in Mühlbach wurde die evangelische Kirche vom staatlichen Baudenkmalamt restauriert. Diese Restaurierung hat Albert Klein mit großem Interesse begleitet und 1976 einen Bericht dazu veröffentlicht. 1968 wurde er als Stadtpfarrer nach Kronstadt Brașov berufen. Während er Stadtpfarrer in Kronstadt / Brașov war, wurde Klein 1969 zum Bischof der Evangelischen Kirche A.B. gewählt. Dieses Amt hatte er bis zu seinem Tod inne.
Sein Nachfolger wurde Christoph Klein. Albert Kleins Sohn, Hans Klein, war Professor für Neues Testament am Protestantischen Theologischen Institut in Hermannstadt.

## Bischof
Am 15. April 1969 wurde Albert Klein von der 47. Landeskirchenversammlung zum 35. Sachsenbischof von Siebenbürgen und damit zum Oberhaupt der Evangelischen Kirche A.B. in Rumänien gewählt. Mit ihm übernahm ein Mann die Leitung der Kirche, der tief im Glauben verwurzelt war, dem die Kirche in ihrer urchristlichen Bedeutung als Ideal vorschwebte und der sich bewusst in die Tradition seiner Vorgänger stellte.
Glaubensfragen beschäftigten ihn bereits als Jugendlichen. Aus einer tiefen Überzeugung hatte er sich schon als Student für eine geistliche Erneuerung seiner Generation eingesetzt. Dabei war ihm der damalige Stadtpfarrer aus Kronstadt, Konrad Möckel, Mentor und väterlicher Freund. Dass er zum Bischof gewählt werden konnte, war nicht selbstverständlich, obwohl er von vielen Zeitgenossen sehr geschätzt wurde. Es wurde möglich in einer günstigen politischen Situation im diktatorisch regierten, kommunistischen Rumänien am Ende der 1960er Jahre, einer sehr kurzen und trügerischen Tauwetterperiode. Albert Klein war in den dreißiger Jahren in leitender Position im Südostdeutschen Wandervogel aktiv gewesen. Er war zudem als Student ein Befürworter der Erneuerungsbewegung und in führender Stellung auch im Rahmen dieser Gruppe tätig. Diese Vergangenheit begründete das Misstrauen von staatlicher Seite. Dass seine politisch-ideologische Grundhaltung sich durch die Erfahrungen während des Zweiten Weltkriegs an der Ostfront vor Stalingrad und später während der Deportation zur Zwangsarbeit in die Sowjetunion grundlegend verändert hatte, war nicht öffentlich bekannt.
Hohe Erwartungen waren mit dieser Wahl verbunden. Das verdeutlicht einerseits das Wahlergebnis, andererseits belegen es die Reaktionen der in der BRD lebenden, an der Kirche interessierten Siebenbürger Sachsen. Diese Erwartungen waren sehr unterschiedlich; das führte zwangsläufig dazu, dass Bischof Klein sein Amt in einem Spannungsfeld ausübte, dessen Anforderungen kaum nachzukommen war und dessen Widersprüche nur teilweise aufgelöst werden konnten. Das deutete Pfarrer Sepp Scheerer (damals Pfarrer in Mainz) in der „Siebenbürgischen Zeitung“ vom 30. April 1969 an: „Er wird sich […] in seinen Entscheidungen aber auch viel Unverständnis, vielleicht sogar Feindschaften zuziehen müssen. Er wäre gut beraten, wenn er beim Antreten des Erbes von Bischof Müller dessen geistliches Testament übernehmen würde […] ‚Wenn Gott auf unserer Seite ist, wer kann dann gegen uns sein?‘“ Pfarrer Scheerer sollte recht behalten.
Bischof Klein hat das Erbe seines Vorgängers, Bischof Friedrich Müller-Langenthal, bewusst angenommen und weitergeführt.
Bischof Müller hatte die Evangelische Kirche in Siebenbürgen zu dem zurückgeführt, was ihr eigentlicher Auftrag ist, die Verkündigung des Evangeliums. Das war notwendig, weil es zwischen den Weltkriegen in der Volkskirche in Siebenbürgen zu einer „Verquickung von ‚völkischen‘ und kirchlichen Anliegen“ gekommen war, wobei das „Völkische“ in den Mittelpunkt gerückt wurde und die religiös-geistlichen Anliegen in den Hintergrund drängte.
Albert Klein übernahm das Amt, um diesen von Bischof Müller eingeschlagenen Weg weiter zu gehen. Vorrangiges Ziel war die Festigung des kirchlichen Lebens. Daher stand am Beginn seiner Tätigkeit der Besuch einzelner Gemeinden, um deren Verhältnisse kennenzulernen. So berichtet er schon nach 17 Monaten Amtszeit, dass er in Zusammenarbeit mit Bischofsvikar Hermann Binder bereits 105 Gemeinden besucht habe und so die Nöte und Sorgen der Gläubigen, aber auch die positiven Aspekte und Unzulänglichkeiten kirchlichen Lebens kennengelernt habe. Diese rege Visitationstätigkeit behielt er über seine ganze Amtszeit hinweg bei.
Grundlage für geistliches Leben und Handeln in dieser Kirche wurde die neue Agende für die Gottesdienstordnung, die von einem innerkirchlichen Gremium unter seiner Anleitung und Begleitung erarbeitet wurde und sich an der Lutherischen Agende I orientierte. Sie wurde 1971 als Ringbuch den Pfarrern übergeben und erhielt ihre endgültige Fassung 1987. Die Ordnungen für die geistlichen Handlungen wurden 1982 herausgegeben.
Ab 1973 konnten die Kirchlichen Blätter wieder herausgegeben werden, eine für das kirchliche Leben sehr wichtige Publikation mit langer Tradition, deren Erscheinen 1944 eingestellt worden war. In enger Zusammenarbeit und mit Unterstützung der Evangelischen Kirche in Deutschland (EKD) erschien 1978 ein neues Gesangbuch, das in allen Gemeinden gleichzeitig eingeführt wurde.
Die Ausbildung der jungen Geistlichen war Albert Klein, dem ehemaligen leidenschaftlichen Lehrer, ein besonderes Anliegen. In enger Zusammenarbeit mit den Professoren des Theologischen Instituts wurde an einer Verbesserung der Ausbildung innerhalb dieser noch sehr jungen Institution gearbeitet. Fachliteratur war nur spärlich vorhanden, kam aber, wenn auch begrenzt, aus dem deutschen Sprachraum. Diese unschätzbare Unterstützung wurde mit großem Dank angenommen, von staatlicher Stelle aber durchaus argwöhnisch überwacht. Publikationen im Land waren nur schwer, wenn überhaupt möglich. Ab 1978 erschien die Reihe Beihefte der Kirchlichen Blätter.
Die bereits bestehende Kantorenschule brachte er nach Hermannstadt und ließ ihr größere Bedeutung zukommen. Er initiierte die Werkstätten für Orgelbau und Textilrestauration, so dass die Pflege und der Erhalt wertvoller Kunstobjekte erleichtert wurden. Die bereits vorhandene Bauabteilung innerhalb der Verwaltung des Bischofsamtes erleichterte die Instandsetzung kirchlicher Gebäude und ermöglichte eine effektive Nutzung finanzieller Unterstützung aus dem westlichen Ausland.
Albert Kleins Tätigkeit als Bischof war geprägt von den Schwierigkeiten der Kirche in einer kommunistischen Diktatur. Dabei erfuhr er Unterstützung von vielen evangelischen Kirchen in der Bundesrepublik Deutschland und in der DDR, aber auch von den Dachverbänden, der EKD und dem Bund der evangelischen Kirchen in der DDR, die die Kirche in Siebenbürgen als Schwesterkirche betrachteten und demgemäß unterstützten. Enge persönliche Kontakte zwischen Vertretern beider Seiten boten die Möglichkeit kirchlich-religiösen Austauschs und der Fortbildung einzelner Pfarrer und kirchlicher Angestellter, gleichzeitig aber auch die Chance, den Gemeinden materielle Hilfe zukommen zu lassen. Daneben fand Albert Klein im Laufe seiner Amtszeit ohne großes Aufsehen zusammen mit dem Diakonischen Werk der EKD Wege, auf denen immer mehr medizinisches Gerät für die staatlichen Krankenhäuser und Medikamente für die Bevölkerung ins Land kamen, die über die Kirche verteilt wurden. Diese Hilfe kam allen Hilfsbedürftigen zugute, unabhängig von ihrer konfessionellen oder ethnischen Zugehörigkeit, und war von unschätzbarem Wert.
Die von seinem Vorgänger eingeleitete Zusammenarbeit mit den anderen Konfessionen, den reformierten Kirchen und der griechisch-orthodoxen Kirche, wurde in den mehr als zwanzig Jahren seiner Amtszeit weiter verbessert und vertieft und führte die Kirche in Siebenbürgen endgültig aus der Isolation heraus, in der sie sich über Jahrhunderte hinweg befunden hatte. Dieser Öffnungsprozess hatte zwar schon in der Zwischenkriegszeit begonnen, war aber nur zögerlich vorangeschritten.
Das gilt auch für die Pflege ökumenischer Verbindungen mit Kirchen außerhalb des Landes. Die Evangelische Kirche Rumäniens war zusammen mit anderen Kirchen Rumäniens 1961 Teil der Ökumenischen Bewegung geworden. 1976 war Bischof Klein in das Zentralkomitee des Ökumenischen Rates der Kirchen (ÖRK) gewählt worden.
Einen nicht zu unterschätzenden Schutz erfuhr die evangelische Kirche in Siebenbürgen vom Lutherischen Weltbund (LWB), dessen Mitglied sie 1964 geworden war. Bereits 1970 wurde Albert Klein in die Studienkommission des LWB berufen und gehörte ihr bis 1977 an. Die „beachtliche Hilfe auf geistigem und materiellem Gebiet“ wurde ergänzt durch eine Form der Unterstützung, die auch heute schwer greifbar ist und dennoch in der Zeit und dem Kontext von großer Bedeutung war. Der Vertreter des LWB, Paul Hansen, kam besonders in den ersten Jahren der Amtszeit von Bischof Klein sehr häufig zu Besuch und hatte somit in gewisser Weise eine „Schutzfunktion“ vor möglichen gefährlichen staatlichen Eingriffen.
Sowohl beim ÖRK als auch beim LWB arbeitete Bischof Klein in unterschiedlichen Arbeitsgruppen mit und erwarb sich Anerkennung aufgrund seiner Persönlichkeit und theologischen Autorität. Diese Zusammenarbeit auf internationaler Ebene war eine wichtige Bereicherung für das geistliche Leben der Kirche, für ihren Fortbestand im weitesten Sinne, aber auch für die Relativierung ihrer schwierigen Situation in einer Diktatur und einem Gesellschaftssystem, das sie nicht mittragen konnte und dennoch anerkennen musste, um ihre Existenz nicht zu gefährden. Klein hielt die ökumenische Arbeit der internationalen Christlichen Friedenskonferenz (CFK) für wichtig. Er beteiligte sich an der von ihr einberufenen V. Allchristlichen Friedensversammlung 1978 in Prag und ließ sich in deren Ausschuss zur Fortsetzung der Arbeit wählen.
Albert Klein trug als Oberhaupt der evangelischen Kirche in Siebenbürgen auch Verantwortung für die deutschsprachige Minderheit in Rumänien. Offiziell vertrat er seine Kirche und deren Mitglieder. Die gesamte Gruppe der deutschsprachigen Minderheit Rumäniens hatte offizielle Vertreter, die im Rat der Werktätigen deutscher Nationalität organisiert waren. Trotzdem galt der Bischof der Siebenbürger Sachsen in Rumänien auch als Repräsentant der deutschen Bevölkerungsgruppe, nachdem die Kirche seit fast hundert Jahren identitätsstiftende Funktion übernommen hatte. Klein nahm diese Verantwortung bewusst an, und es war ihm klar, dass er einen sehr schmalen Grat beschreiten würde. Sein ausgesprochenes Ziel war es, die Gruppe der Siebenbürger Sachsen als Gemeinschaft durch die Jahre der kommunistischen Diktatur zu führen, ihren Zusammenhalt zu sichern und somit auch ihre Existenz zu gewährleisten, die nur in der geographischen Verortung Bestand haben konnte. Das bedeutete aber auch, dass er grundsätzlich darum warb, nicht in die Bundesrepublik Deutschland auszuwandern – eine Möglichkeit, die viele Siebenbürger Sachsen wahrnehmen wollten, um die schwierigen Lebensbedingungen im kommunistischen Rumänien hinter sich zu lassen. In seinem Bericht an die 49. Landeskirchenversammlung äußerte er sich zu diesem Thema, als er sagte, dass die Entscheidung, ob man auswandert oder nicht, eine individuelle sei und daher dem Einzelnen auch zu überlassen sei: „Die Kirche kann und wird hier keine Parolen ausgeben.“
Er wies aber auch darauf hin, dass die Kirche ihre Aufgabe, Schutz zu bieten und Verantwortung zu tragen, weiterhin übernehme und für die da sein werde, die bleiben wollen. Diese hohe moralische Verantwortung nahm er sehr ernst; er ging in Predigten und im seelsorgerlichen Gespräch immer wieder darauf ein. Das Landeskonsistorium, das er als Vorsitzender leitete, trug diese Sicht der Lage mit. Anträge von Pfarrern um eine Freistellung von der Kirche, für deren Dienst sie sich verpflichtet hatten, wurden sorgfältig geprüft und nur in relativ wenigen Härtefällen genehmigt. Das konnte aufgrund eines Abkommens mit der EKD geschehen, das schon sein Vorgänger in die Wege geleitet hatte und das in seiner Amtszeit vom Landeskonsistorium bestätigt worden war. Das führte zu großem Unmut in der Gruppe der ausgewanderten Pfarrer, die nach ihrer Auswanderung in die Bundesrepublik Deutschland sich erst nach mehreren Jahren in einer Kirche um Anstellung bewerben konnten, was zu Anfeindungen aus dieser Gruppe führte.
Belastend war für ihn auch, dass die Landsmannschaft der Siebenbürger Sachsen in der Bundesrepublik Deutschland ihm Kooperation mit dem Staat und Anpassung statt Widerstand vorwarf. Diese Organisation prangerte die immer schlechter werdenden Lebensbedingungen in der kommunistischen Diktatur öffentlich an. Das führte dazu, dass er sich staatlichen Stellen gegenüber rechtfertigen und deutlich machen musste, dass er das nicht veranlasst habe. Auch Angriffe, die gegen ihn persönlich gerichtet waren, musste er erklären und Ursachen dafür benennen. Das Hilfskomitee der Siebenbürger Sachsen und evangelischen Banater Schwaben zeigten hier mehr Verständnis für seine schwierige Lage.
Die Angriffe auf seine Person nahmen in den letzten Jahren seiner Amtszeit in den Medien der Bundesrepublik Deutschland zu. Bekannt wurde vor allem die Diskussion um den Kirchentag in Berlin West 1989.
Am 1. November 2009 sorgte die katholische, aus dem rumänischen Banat stammende und zur Minderheit der Banater Schwaben gehörende Schriftstellerin und Literaturnobelpreisträgerin Herta Müller mit einer Rede im Rahmen der Verleihung des Franz-Werfel-Menschenrechtspreises des Bundes der Vertriebenen in der Frankfurter Paulskirche für einen Eklat. Sie warf darin der Leitung der Evangelischen Kirche A. B. in Siebenbürgen vor, diese habe auf Druck des seinerzeit kommunistischen rumänischen Staates für ihre „Ausladung“ von der Podiumsdiskussion „Forum Rumänien“ beim Evangelischen Kirchentag 1989 in West-Berlin gesorgt, um weitere Restriktionen des Ceaușescu-Regimes gegen die Kirche zu vermeiden. Als Beleg führte sie einen offenbar vom damaligen rumänischen Geheimdienst Securitate angefertigten Mitschnitt eines Telefonats zwischen Bischof Albert Klein und dem damaligen schaumburg-lippischen Bischof Joachim Heubach an, bei dem Bedenken der Leitung der Evangelischen Kirche in Siebenbürgen gegen eine Einladung der Schriftstellerin zum Kirchentag geäußert worden seien. Die Evangelische Kirche A. B. in Rumänien und die Evangelische Kirche in Deutschland wiesen die Kritik Müllers jedoch zurück und entgegneten, sie hätten keinen Einfluss genommen.
Herta Müllers Darstellung der Ereignisse im Zusammenhang mit dem Kirchentag 1989 in Berlin wird in einem Aufsatz richtiggestellt, der im Herbst 2010 erschienen ist.
Die Kritik im Ausland und der dadurch verursachte zunehmende Druck von staatlicher Seite beeinträchtigten Kleins Handlungsfähigkeit. Er konnte 1987 sein Amt nicht niederlegen, weil die staatlichen Organe wohl seinen Rücktritt, aber keine Neuwahl genehmigen wollten. Daher musste er trotz seines fortgeschrittenen Alters weiter Verantwortung tragen. Ende 1989 erkrankte er schwer und verstarb im Amt kurz vor seinem 80. Geburtstag Anfang Februar 1990. Mit Genugtuung erlebte er den Umsturz Ende 1989 und leitete im Januar 1990, bereits schwer krank, die ersten Hilfsmaßnahmen nach den Kämpfen in Hermannstadt Ende 1989.
Albert Klein hat sich als Bischof einer Kirche in einer kommunistischen Diktatur darum bemüht, geistliches Leben zu festigen und zu vertiefen, Konfrontation mit dem Staat zu vermeiden und so Freiräume für christliches Handeln zu schaffen.

## Ehrungen
- 1974 wurde Albert Klein die Ehrendoktorwürde des Theologischen Instituts Klausenburg verliehen.
- 1988 wurde er mit dem Großen Verdienstkreuz mit Stern ausgezeichnet